# طائرة نفاثة
الطائرة النفاثة هي طائرة تدفع بواسطة محركات نفاثة. وهي أسرع بكثير من الطائرات ذات محركات مروحية وترتفع إلى مجال أعلى منها، تصل إلى ارتفاع 10.000 إلى 15.000 متر، حوالي 33.000 إلى 49.000 قدم (14900 متر). عند تلك الارتفاعات، فإن المحركات النفاثة تعطي كفاءة قصوى ولمسافات طويلة، في حين أن الطائرات ذات المحركات المروحية تعطي كفاءتها القصوى بارتفاعات أقل بكثير من سابقتها.
تلك المحركات قد اخترعت وطورت خلال ثلاثينات القرن الماضي بواسطة مهندسان أحدهما بريطاني وهو فرانك ويتل والآخر ألماني وهو هانز فون اوهين كل على حدة، إضافة إلى أن نظرية ويتل قد نوقشت أوائل أغسطس عام 1928، بينما هانز فون اوهين كتب في فبراير إلى ارنست هنكل صاحب المصانع يخبره بتصميمه الجديد وإمكانياته، وربما هناك شخص ثالث قد يستاهل قصب السابق لهذا الاختراع وهو جريفيث والذي كتب في شهر يوليو 1926 عن الكمبيسور والتوربينات، والتي قد درسها مسبقا في معهد الطيران الملكي.

## أمثلة تاريخية

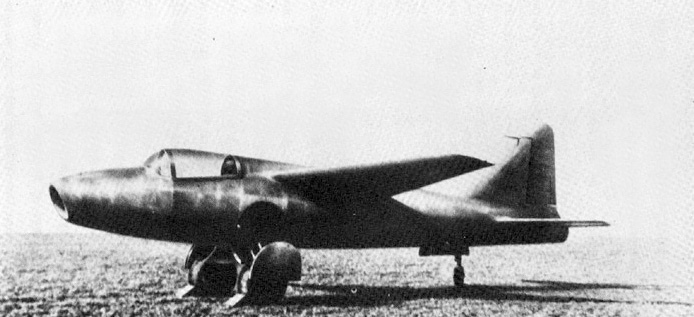
(Heinkel He 178) كانت أول طائرة طارت بمحرك توربيني نفاث

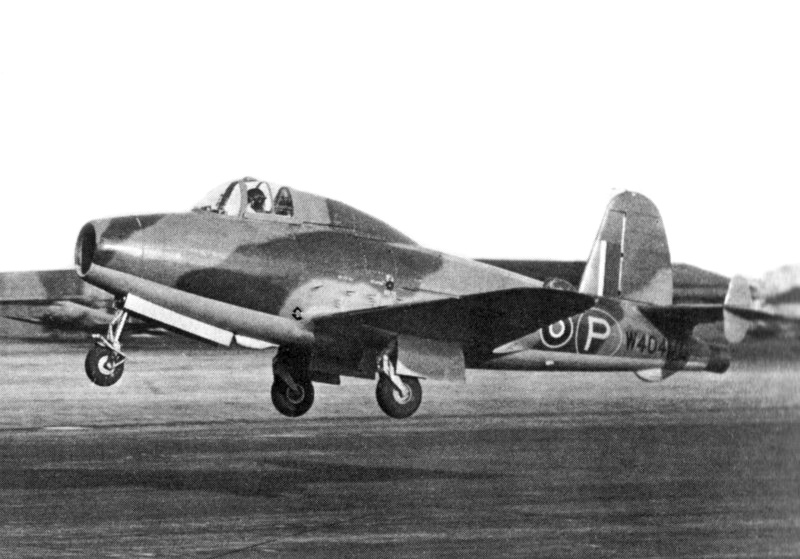
طائرة Gloster E.28/39 بمحرك W.1 من إنتاج فرانك ويتل

أول تصميم طائرة نفاثة مجهزة بالتوربين كانت فكرة على الورق صممها ويتل أواخر 1929 وأرسل تلك الفكرة إلى وزارة الحربية لإقناعهم بالفكرة. ولكن أول طائرة نفاثة مصممة بمحرك توربين نفاث كانت (Heinkel He 178) وهي ألمانية الصنع طارت بتاريخ 27 أغسطس 1939. وتبعتها الطائرة البريطانية (Gloster E.28/39) وطارت بتاريخ 15 مايو 1941. وقد أخذت الولايات المتحدة تصميم وتل وطبق على الطائرة (Bell XP-59) بواسطة شركة جنرال الكتريك وطارت بتاريخ 12 سبتمبر 1942.
أما أول طائرة مقاتلة نفاثة فكانت مسرشميت أم اي 262 وقد كانت أسرع طائرة مقاتلة تقليدية خلال الحرب العالمية الثانية - ماعدا طائرة (Messerschmitt Me 163)وقد كانت مزودة بمحرك صاروخ - وقد تم إنتاج الكميات بشكل مكثف عام 1944 ولكنها تأخرت جدا لعمل أي تأثير قوي لحسم الحرب. وبنفس الوقت فإن الطائرة البريطانية (Gloster Meteor) كانت محدودة القدرة للدفاع عن بريطانيا ضد الصاروخ الطائر (V1) وحتى بالعمليات في أوروبا خلال الأشهر الأخيرة من الحرب. البحرية اليابانية طورت أيضا طائرة نفاثة عام 1945، من ضمنهم الطائرة (Nakajima J9Y Kikka) والتي أخذت بعض التصاميم الألمانية.
خلال الحرب الكورية وبالتحديد بتاريخ 8 نوفمبر 1950 اعترضت طائرة أمريكية مقاتلة من نوع (F-80) طائرتين كوريتين شماليتين من نوع ميغ-15 واسقطتهما وكانت تلك المرة الآولى التي يحصل مواجهة ما بين طائرات عسكرية نفاثة بالتاريخ وهو مايسمى بعراك الكلاب أو (Dogfight).
أما أول طائرة نفاثة تجارية دخلت الخدمة فكانت تابعة للخطوط البريطانية عبر البحار (BOAC) ما بين لندن وجوهانسبرغ سنة 1952 وهي طائرة دي هافلاند كومت. لم يكن هناك منافس للكومت في أول الأمر، ولكن بعد سلسلة من حوادث تحطم الطائرات أعطى الفرصة للبوينغ 707 أن تدخل الخدمة في 1958 وتهيمن على سوق الطيران المدني.
أسرع طائرة نفاثة عسكرية هي بلاك بيرد (SR-71 Blackbird) بسرعة 3.35 ماخ (2,275 ميل\س, 3,661 كم\س). اما أسرع طائرة تجارية نفاثة فكانت توبوليف (Tupolev Tu-144) بسرعة 2.35 ماخ (1,555 ميل\س, 2,503 كم\س).

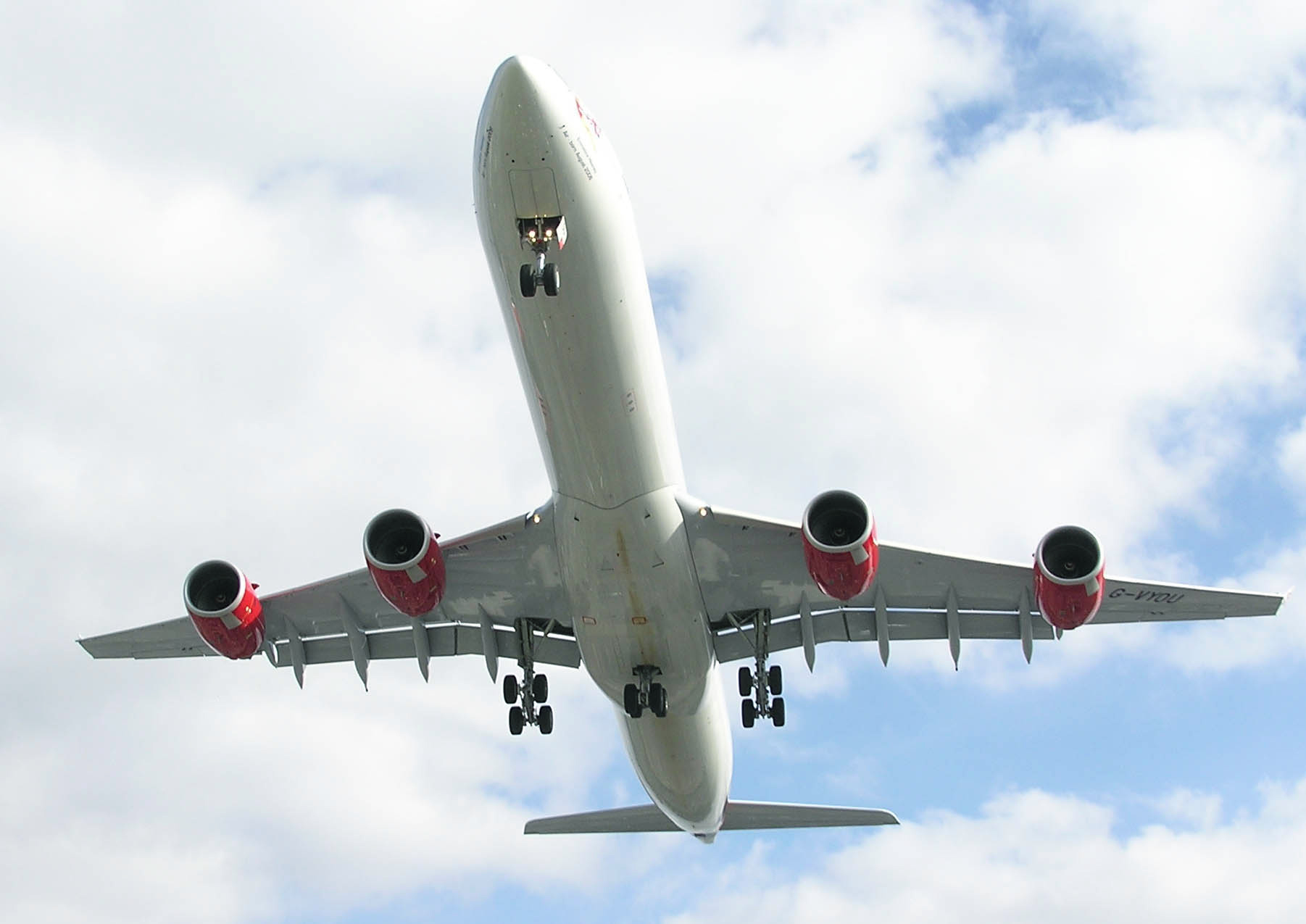
طائرة إيرباص إيه 340-600 تابعة لخطوط طيران فيرجن بطائرة

## الطائرات النفاثة الحديثة
سرعة الطائرات الحديثة بالوقت الحالي ما بين 0.75 إلى 0.85 ماخ أو 75% إلى 85% من سرعة الصوت
(420 إلى 580 ميل/ساعة أو 680 - 900 كم/ساعة). وتعتمد سرعة الصوت بالأساس على درجة الحرارة (وجزئيا على الضغط)، لذلك فسرعة الطائرات النفاثة تتغير بتغير حالة الجو. وقد تم تطوير طائرات نفاثة خفيفة جدا عن طريق ناسا مع وكالة الطيران الفدرالية وهي للطيران العام وتسع من 4 إلى 8 ركاب.